# Marcus Æmilius Paullus (consul en -302)
Pour les articles homonymes, voir Aemilius Paullus.
Marcus Aemilius Paullus est un homme politique de la République romaine, consul en 302 av. J.-C.

## Famille
Il est membre des Aemilii Paulli, branche de la gens patricienne Aemilia. Il est probablement le fils de Lucius Aemilius Mamercinus Privernas et le petit-fils de Lucius Aemilius Mamercinus, consul en 366 et 363 av. J.-C.. Son nom complet est Marcus Aemilius L.f. L.n. Paullus. Il est le père de Marcus Aemilius Paullus, consul en 255 av. J.-C.

## Biographie

### Consulat (302)
En 302 av. J.-C., il est consul avec le plébéien Marcus Livius Denter comme collègue. Les deux consuls doivent faire face à une nouvelle attaque des Èques qui tentent de s'emparer d'une colonie romaine installée sur leur territoire mais sont repoussés par les colons. Le Sénat décide de nommer un dictateur et les consuls désignent Caius Iunius Bubulcus Brutus qui défait les Èques en sept jours et revient à Rome célébrer un triomphe,.
Par la suite, Marcus Aemilius intervient dans le sud de l'Italie contre Cléonyme de Sparte qui s'est emparé de Thourioi. Il défait ce dernier et reprend le contrôle du territoire sallentin. Selon une autre source de Tite-Live, c'est en fait le dictateur Caius Iunius Bubulcus Brutus qui a mené la campagne contre Cléonyme et qui l'a chassé d'Italie. Cette même année, Rome signe un traité d'amitié avec les Vestini.

### Maître de cavalerie (302-301)
Toujours en 302 av. J.-C., des troubles en Étrurie et chez les Marses qui refusent la déduction d'une colonie romaine à Carseoli conduisent le Sénat à nommer un nouveau dictateur en la personne de Marcus Valerius Corvus qui choisit Marcus Aemilius comme maître de cavalerie. Les Marses sont repoussés et le dictateur s'empare en quelques jours de plusieurs villes comme Milionia, Plestina et Fresilia. Alors que le dictateur tourne ses opérations contre les Étrusques, parti à Rome pour renouveler les auspices, Marcus Aemilius est pris dans une embuscade où il perd de nombreux hommes. Revenu sur place, le dictateur Marcus Valerius engage la bataille contre les Étrusques qu'il défait. Il célèbre à Rome un triomphe à la fois pour ses victoires sur les Marses et les Étrusques. Les évènements semblent s'étaler de la fin de 302 à l'année 301 av. J.-C. puisque Tite-Live ne donne pas de consuls pour cette année-là qui est considérée comme une des « années de dictature ».